# Coptocephala trinotata
Coptocephala trinotata là một loài bọ cánh cứng trong họ Chrysomelidae. Loài này được Medvedev & Beenen miêu tả khoa học năm 2005.